# Anton Hittmair
Anton Hittmair (* 7. Juni 1892 in Salzburg; † 28. November 1986 in Telfes, Stubaital) war ein österreichischer Hämatologe. Er war ordentlicher Universitätsprofessor für Innere Medizin an der Universität Innsbruck.

## Leben
Hittmair war der Sohn des späteren Vorstands der Universitätsbibliothek Innsbruck Anton Hittmair (1858–1911) und Aloisia, geb. Hittmair. Er absolvierte 1911 seine Matura am humanistischen Gymnasium und sein Studium an der Universität Innsbruck, unterbrochen von Militärdienst im Ersten Weltkrieg und einer dreijährigen russischen Gefangenschaft. Er promovierte 1918. Von 1918 bis 1924 war er dort Assistenzarzt.
Er war verheiratet und hatte vier (oder fünf) Kinder. Sein Neffe war der Physiker Otto Hittmair.

## Wirken
Seit Studienzeiten beschäftigte sich Hittmair mit der Hämatologie. In den zwanziger Jahren hatte er mehrere Studienaufenthalte bei Hans Hirschfeld in Berlin. Daraus gingen zahlreiche gemeinsame Publikationen hervor, so wie 1932 das bis dahin angehäufte Wissen darstellende Handbuch der allgemeinen Hämatologie im Verlag Urban & Schwarzenberg. Seit 1924 (oder 1925) war er Chefarzt und seit 1931 (oder 1934) als Direktor des Krankenhauses der Barmherzigen Schwestern in Wels. Nach dem Anschluss Österreichs 1938 wurde Hittmair als Heimwehrführer und führender Mann der Christlich Deutschen Turnerschaft verhaftet und kam am 17. Juni in das Konzentrationslager Dachau. Am 27. September 1939 wurde er in das Konzentrationslager Flossenbürg verlegt, wo im Dezember die Ruhr auftrat. Der SS-Arzt holte sich Hilfe bei Hittmair, der die Krankheit mittels Quarantäne eindämmte. Am 5. März 1940 wurde er entlassen und der Medizinischen Universitätsklinik Innsbruck als wissenschaftlicher Helfer zugeteilt, zu deren Vorstand er 1945 berufen wurde. Von 1945 bis zu seiner Emeritierung 1963 wirkte er als ordentlicher Universitätsprofessor für Innere Medizin an der Universität Innsbruck.
1948 verfasste Hittmair einen kurzen Nachruf auf Hans Hirschfeld in der englischsprachigen Zeitschrift Blood. Bei der Neubearbeitung des Handbuches 1957–1969 mit Ludwig Heilmeyer blieb der Name Hirschfeld als Erstherausgeber jedoch unerwähnt. Später wandte sich Hittmair der Arbeits- und Sportmedizin sowie der Geriatrie zu und publizierte zuletzt christlich-philosophische Lebenshilfen.

## Veröffentlichungen (Auswahl)
- mit Hans Hirschfeld: Handbuch der allgemeinen Hämatologie. Urban & Schwarzenberg, 1932.
- Leben - Erleben - Überleben: Erfahrungen u. Erkenntnisse e. grossen Arztes u. Naturforschers. Tyrolia-Verlag, Innsbruck; Wien 1983, ISBN 3-7022-1480-1.

## Ehrungen
- 1952: Ehrenmitglied der Deutschen Gesellschaft für Hämatologie und Medizinische Onkologie[6]
- Ehrenmitglied der Deutschen Gesellschaft für Innere Medizin
- Ehrenpräsident der Österreichischen Gesellschaft für Hämatologie